# Маргита Стефановић
Маргита Маги Стефановић (Београд, 1. април 1959 — Београд, 18. септембар 2002) била је српска музичарка, најпознатија као клавијатуристкиња београдске рок групе Екатарина Велика.

## Биографија
Рођена је као јединица у породици београдског позоришног и ТВ-редитеља Славољуба Стефановића-Равасија и Десанке (рођ. Николић).
Похађала је и завршила основну школу „Ослободиоци Београда” (1965–1973) и VIII београдску гимназију, математички смер (1973–1977). Нижу и Средњу музичку школу, инструментални одсек, класа професорке Мирославе Лили Петровић, похађа и завршава у периоду од 1967–1976. у школи „Јосип Славенски”. Током школовања била је учесник многих такмичења и носилац бројних награда на састајањима инструменталиста и камерних оркестара и ансамбала у Југославији и иностранству.
Године 1970. кад јој је било 11 година, а Иву Погорелићу 12, као најталентованији у класи добијају понуду од руског професора Тимакина за наставак школовања у музичкој школи у Москви. Маргитинa мајка одбија понуду, а Иво исте године (1970) одлази у Москву. Маргита наставља школовање у Београду, „прескаче” шести разред ниже музичке школе и уписује први средње.
Године 1977, након завршетка гимназије, уписује Архитектонски факултет у Београду. Као студент осваја трећу награду на међународном конкурсу у Јапану за рад на тему уређења црногорског села Режевићи. Истовремено важи за једнy од најталентованијих класичних пијанисткиња у бившој Југославији. 1981/2. школске године апсолвира на смеру пројектовања „Смрзнуте музике” /архитектуре/, а 1984. дипломира са темом „алтернативно пројектовање” код професора Милана Лојанице.

## Каријера
Музичку каријеру започиње у рок бенду Милана Младеновића Катарина II на концерту у сали биоскопа Топчидерска звезда. Првог маја 1982. упознаје чланове групе Електрични оргазам, а кроз дружење са њима и Милана Младеновића. Младеновић је, фасциниран њеним талентом и вољом за истраживањем, позива да се придружи групи, те купује синтесајзер на којем Стефановићева вежба. Након повратка са тромесечног пута по Јужној Америци Маргита Стефановић постаје стални члан састава.
Катарина II 1985. мења име у Екатарина Велика и делује све до 1994. године. Стефановићева компонује и музику за филмове и драме Први пут с оцем на јутрење, Вера Хофманова, Повратак Вука Алимпића, Плави плави и позоришне представе Класни непријатељ и Три сестре, ради као продуцент (Карлови Вари) и гостује на албумима многих југословенских група као што су: Бејби Кејт, Елвис Ј. Куртовић, Ван Гог, Бабе. Године 1985. појављује се у филму Горана Марковића Тајванска канаста где глуми Драгану, сестру главног јунака. У филму се појављује и ЕКВ изводећи песму Тату (енгл. Tatoo).
После смрти Младеновића 1994. Екатарина Велика престаје да постоји и Стефановићева са неколико београдских музичара оснива бенд Курајбери који углавном изводи обраде страних и домаћих хитова по београдским клубовима. Године 1995. оснива бенд EQV са музичарем Владимиром Стојићем и издаје ЦД Ти си сав мој бол који је назван по песми Екатарине Велике за бечку музичку кућу Coop Arts & Crafts Unlimited. На ЦД-у се налази и техно обрада истоимене песме. У том периоду наставља да гостује и на албумима и концертима југословенских бендова и повремено свира са саставима Глисерси, Зион банда и Директори.
Године 2002. компонује музику за представу београдске редитељке Хајдане Балетић Капут мртвог човека што је њено последње музичко дело.

## Смрт
Последње недеље живота провела је у београдском Центру за смештај бескућника, а умрла је 18. септембра 2002. на београдској Инфективној клиници. Сахрањена је на Новом Бежанијском гробљу, парцели 24, гробно место 598.

## ГрафитМаргита је дечак
За њу је везана урбана прича о првом београдском графиту намењеном Маргити Стефановић. Наиме, Небојша Крстић (члан музичке групе Дечак, касније ВИС Идоли) је на зиду у дворишту, наспрам прозора њеног стана у Смиљанићевој 4 на Славији, написао „Маргита је дечак”. Много година касније графит је избледео, а неко је преко њега исписао „Прозор мора пасти”.